# Wohn- und Wirtschaftsgebäude Nienburger Straße 18
Das Wohn- und Wirtschaftsgebäude Nienburger Straße 18 in Bassum - Neubruchhausen, 8 km östlich vom Kernort Bassum entfernt, wurde im 19. Jahrhundert gebaut. Es wird heute (2022) als Wohnhaus genutzt.
Das Gebäude ist ein Baudenkmal in Bassum.

## Geschichte
Das giebelständige verklinkerte Gebäude ist ein Hallenhaus in massiver Bauweise mit Krüppelwalmdach, mittigem giebelteilendem Gesims, rundbogigen Fenstern im Erdgeschoss  (im Obergeschoss  in Form und Lage verändert) segmentbogigen Türen und Tor und Inschrift als Tafel sowie Wappen über dem Grooten Door mit Korbbogen im Giebeldreieck.

Das Gebäude steht in einer Gruppe von Massivgebäuden und Fachwerkhäusern und kennzeichnet den Umbruch in der örtlichen Bauweise der Bauernhäuser.